# Stainton and Thornton
Stainton and Thornton – civil parish w Anglii, w hrabstwie ceremonialnym North Yorkshire, w dystrykcie (unitary authority) Middlesbrough. Leży 64 km na północ od miasta York i 343 km na północ od Londynu. W 2011 roku civil parish liczyła 1243 mieszkańców.